# 2024年冬季青年奥林匹克运动会冬季两项比赛
2024年冬季青年奥林匹克运动会冬季两项比赛是2024年冬季青年奥林匹克运动会的其中一个比赛项目，于2024年1月20日至24日在韩国平昌郡阿爾卑西亞越野和冬季兩項中心进行。比赛共设6个小项，包括2个男子小项、2个女子小项和2个混合小项。

## 赛程
以下是冬季两项项目的具体赛程安排：
| 日期    | 时间  | 项目               |
| ------- | ----- | ------------------ |
| 1月20日 | 11:00 | 女子10公里个人赛   |
| 1月20日 | 14:00 | 男子12.5公里个人赛 |
| 1月21日 | 11:00 | 混合单人接力赛     |
| 1月23日 | 10:30 | 男子7.5公里竞速赛  |
| 1月23日 | 13:30 | 男子6公里竞速赛    |
| 1月24日 | 10:30 | 混合接力赛         |

## 参赛代表团
共有来自40个代表团的200名运动员参加冬季两项项目：
- （6）
- 奥地利（8）
- 波斯尼亚和黑塞哥维那（2）
- 巴西（1）
- 保加利亚（6）
- 加拿大（6）
- 智利（1）
- 克罗地亚（4）
- 捷克（8）
- 丹麦（1）
- 西班牙（2）
- 爱沙尼亚（6）
- 芬兰（8）
- 法国（8）
- 英国（3）
- 德国（8）
- 希腊（6）
- 匈牙利（2）
- 意大利（8）
- （6）
- （1）
- 韩国（6）
- 拉脱维亚（6）
- 立陶宛（6）
- 摩尔多瓦（3）
- 蒙古（6）
- 北马其顿（2）
- 挪威（8）
- 新西兰（1）
- 波兰（6）
- 罗马尼亚（6）
- 斯洛文尼亚（6）
- 塞尔维亚（2）
- 瑞士（8）
- 斯洛伐克（6）
- 瑞典（8）
- 泰国（4）
- 土耳其（1）
- 乌克兰（8）
- 美国（6）

## 奖牌榜
| 排名                     | 国家 / 地区              | 金牌 | 銀牌 | 銅牌 | 总计 |
| ------------------------ | ------------------------ | ---- | ---- | ---- | ---- |
| 1                        | 法国                     | 3    | 1    | 1    | 5    |
| 2                        | 意大利                   | 2    | 0    | 1    | 3    |
| 3                        | 捷克                     | 1    | 0    | 1    | 2    |
| 4                        | 挪威                     | 0    | 2    | 1    | 3    |
| 5                        | 德国                     | 0    | 2    | 0    | 2    |
| 6                        | 斯洛文尼亚               | 0    | 1    | 0    | 1    |
| 7                        | 斯洛伐克                 | 0    | 0    | 1    | 1    |
| 7                        | 乌克兰                   | 0    | 0    | 1    | 1    |
| 总计（共8个国家 / 地区） | 总计（共8个国家 / 地区） | 6    | 6    | 6    | 18   |

## 奖牌得主

### 男子项目
| 项目   | 金牌                      | 金牌                | 银牌                        | 银牌                | 铜牌                               | 铜牌                |
| 竞速赛 | Antonin Guy · 法国（FRA） | 20:57.7 （0+1）     | Tov Røysland · 挪威（NOR）  | 21:29.5 （0+1）     | Flavio Guy · 法国（FRA）           | 21:55.2 （3+1）     |
| 个人赛 | Antonin Guy · 法国（FRA） | 41:45.2 （1+1+0+1） | Storm Veitsle · 挪威（NOR） | 42:25.5 （2+0+1+0） | Markus Sklenárik · 斯洛伐克（SVK） | 43:01.5 （1+0+0+0） |

### 女子项目
| 项目   | 金牌                             | 金牌                | 银牌                          | 银牌                | 铜牌                                     | 铜牌                |
| 竞速赛 | Carlotta Gautero · 意大利（ITA） | 19:40.2 （1+0）     | Ela Sever · 斯洛文尼亚（SLO） | 20:15.3 （2+1）     | Polina Putsko · 乌克兰（UKR）            | 20:54.1 （0+1）     |
| 个人赛 | Ilona Plecháčová · 捷克（CZE）   | 37:03.4 （0+1+0+0） | Marie Keudel · 德国（GER）    | 38:13.1 （0+0+1+1） | Nayeli Mariotti Cavagnet · 意大利（ITA） | 38:23.0 （0+1+1+1） |

### 混合团体
| 项目         | 金牌                                                                                       | 金牌                                                                  | 银牌                                                                    | 银牌                                                   | 铜牌                                                                                | 铜牌                                                                  |
| 混合接力     | 意大利（ITA） · Nayeli Mariotti Cavagnet · Carlotta Gautero · Hannes Bacher · Michel Deval | 1:15:12.4 （0+0）（0+1） （0+0）（0+2） （1+3）（2+3） （0+1）（0+1） | 法国（FRA） · Alice Dusserre · Louise Roguet · Flavio Guy · Antonin Guy | 1:16:25.4 （0+1）（0+1） （0+2）（1+3） （0+0）（0+1） | 捷克（CZE） · Heda Mikolášová · Ilona Plecháčová · Jakub Neuhäuser · Lukáš Kulhánek | 1:18:23.4 （0+2）（0+1） （0+0）（0+1） （1+3）（1+3） （1+3）（2+3） |
| 单人混合接力 | 法国（FRA） · Alice Dusserre · Antonin Guy                                                 | 44:08.2 （0+0）（0+2） （0+2）（0+0） （0+0）（0+0） （0+0）（0+1）   | 德国（GER） · Marie Keudel · Korbinian Kübler                           | 44:58.2 （0+0）（0+2） （0+0）（0+1） （0+0）（0+2）   | 挪威（NOR） · Eiril Nordbø · Storm Veitsle                                          | 44:58.5 （0+2）（0+1） （0+0）（1+3） （0+1）（0+1） （0+0）（0+1）   |